# Vũ Văn Uyên
Vũ Văn Uyên (Chữ Hán: 武文淵) (1479 - 1557), tước Khánh Dương Hầu, là người khai quốc cho sự nghiệp của các Chúa Vũ cát cứ 172 năm, ông đóng góp rất nhiều công sức chống Mạc nên được Nhà Lê cho cai quản đất Tuyên Quang, mở đầu cho cơ nghiệp này..

## Thân thế
Vũ Văn Uyên quê ở làng Ba Động, huyện Gia Lộc, tỉnh Hải Dương ngày nay. Ông vốn là một võ sĩ gan dạ, cường tráng. Do mang trọng tội, ông phải lánh nạn lên Tuyên Quang.
Bấy giờ tù trưởng ở Đại Đồng không được lòng dân, dân oán thán khiến tình hình rất lộn xộn. Là người giỏi võ nghệ, Vũ Văn Uyên giúp đỡ người dân chống cường hào, dần dần được nhiều người đi theo, Vũ Văn Uyên đánh bại và tiêu diệt tù trưởng, làm yên lòng dân, làm chủ cả một vùng rộng lớn gồm các tỉnh Lào Cai, Yên Bái và Tuyên Quang ngày nay.
Lúc này tại triều đình rất rối ren, Trịnh Tuy, Nguyễn Hoằng Dụ, Trần Chân làm phản. Vua Lê Chiêu Tông ở thế suy yếu, muốn có thêm thế lực ủng hộ mình, nên phong cho Vũ Văn Uyên làm Khánh Bá Hầu.
Vũ Văn Uyên chọn vùng đất Nặm Ràng (tức Phố Ràng, tỉnh Lào Cai ngày nay) là nơi quy tụ các đầu mối giao thông để xây dựng căn cứ. Năm 1527 Vũ Văn Uyên huy động người dân trong vùng xây thành Nghị Lang (còn gọi là thành Bầu hay phủ Bầu), thành được xây trên đỉnh đồi Tấp giữa thung lũng Phố Ràng.
Đến năm 1533 thì thành được xây dựng xong, biến nơi đây trở thành căn cứ kinh tế, quân sự vững chắc lúc bấy giờ.
Trong thành có lầu chỉ huy, có xưởng rèn vũ khí, có xưởng đúc tiền, có trại lính, có khu gia binh, trường học, ...
Ngoài thành Nghị Lang, Vũ Văn Uyên cho xây dựng một số thành khác như thành Trung Đô (Bảo Nhai – Bắc Hà ngày nay), thành Bảo Hà, thành Nghĩa Đô, ... tạo thành một hệ thống phòng thủ vững chắc.

## Phù Lê diệt Mạc

Đại Việt quốc tổng lãm đồ (大越國總覽圖) thời nhà Lê-Trịnh, tập trung mô tả vùng Tuyên Quang-An Tây thừa tuyên (宣光-安西丞揎) do Vũ Văn Uyên (武文淵) cai quản.

Trong khi Vũ Văn Uyên xây dựng được một một "vương quốc riêng" để người dân yên vui an cư lạc nghiệp, thì tại triều đình, các phe phái vẫn tranh đoạt quyền lực. Năm 1527, thái phó Mạc Đăng Dung lật đổ nhà Lê, lập ra nhà Mạc, bắt đầu chiêu mộ nhân tài. Dù vậy, Uyên vẫn giữ vững miền Tuyên Quang, cát cứ một phương, không chịu thần phục nhà Mạc.
Năm 1533, Nguyễn Kim lập Lê Trang Tông lên ngôi ở Sầm Châu, khôi phục cơ nghiệp cho họ Lê. Uyên đem quân đến giúp trên danh nghĩa phù Lê, diệt Mạc, vua phong cho ông làm Gia quốc công, hẹn cùng nhau tiêu diệt nhà Mạc.
Sau khi liên hệ với Nguyễn Kim, Văn Uyên chủ động cử binh tiến đánh quân Mạc. Cuộc giao tranh giữa quân nhà Mạc, do Mạc Phúc Hải cầm quân, với Vũ Văn Uyên diễn ra kịch liệt vào năm 1533 khi họ Mạc tiếm ngôi được 6 năm. Lúc bấy giờ quân Mạc huy động lực lượng lớn nhằm dẹp tan quân của Vũ Văn Uyên. Sau vài trận giao chiến, quân của Văn Uyên thua bèn rút về tự thủ ở Đại Đồng. Quân Mạc thừa thắng, tiếp tục cử đại binh ngược sông Hồng tiến đánh Văn Uyên. Thấy sức mình chưa đủ để đánh bại quân Mạc, rất có thể Văn Uyên sử dụng chiến thuật "tránh chỗ mạnh, đánh chỗ yếu" đã cho lui quân. Quân Mạc thừa thế, vượt qua Đại Đồng, tiến đến miền Văn Bàn, Thủy Vĩ. Văn Uyên đợi khi quân Mạc rút lui, quan quân lại trở về Đại Đồng tiếp tục xây dựng lực lượng. Quân nhà Mạc muốn dẹp tan thế lực họ Vũ ở đây, tướng Mạc do Mạc Phúc Hải chỉ huy đã tổ chức mấy vạn quân tấn công tiến đánh Vũ Văn Uyên trận nữa. Nhưng, sau những chuẩn bị tích cực và thực hiện chiến thuật "bất ngờ", Văn Uyên đã nhử quân Mạc vào ổ phục kích, khiến quân Mạc bị đánh tan. Sau thất bại này, nhà Mạc đành phải để cho họ Vũ cát cứ vùng này.
Năm 1551, được sự tín nhiệm của vua Lê Trung Tông,ông cùng em là Vũ Văn Mật phối hợp với lão tướng Lê Bá Ly tiến đánh Thăng Long. Uyên và Mật chiếm được 2 phủ Tam Đái và Bắc Hà.
Năm 1557, Lê Anh Tông lên ngôi, thái sư Trịnh Kiểm cất quân đánh Mạc, theo đường Thiên Quan ra Hưng Hóa, tới Tuyên Quang. Vũ Văn Uyên ra đón. Trịnh Kiểm rất mừng, cho ông trấn giữ Đại Đồng. Vì có nhiều công giúp vua Lê, ông được ban quyền thế tập trấn giữ Tuyên Quang. Cũng trong năm đó, Vũ Văn Uyên chết không có con nối dõi, em là Vũ Văn Mật nối quyền, xưng là Gia Quốc Công.

## Công lao
Trên cơ sở làm chủ một vùng đất đai rộng lớn, cộng với uy danh của mình, nhất là mục đích của các chúa là diệt Mạc - phù Lê, họ Vũ được dân địa phương hết lòng ủng hộ. Trong hoàn cảnh lịch sử lúc bấy giờ, mục đích ấy là chính nghĩa nên càng được nhân dân các nơi ở miền xuôi theo về giúp sức, không chỉ tạo nên sự lớn mạnh về quân đội, mà còn tăng cường lực lượng lao động cho vùng Đại Đồng, tạo nên trên vùng đất này cảnh trù phú, ấm no, giúp nhà Lê về lương thực và binh lính trong công cuộc trung hưng. Sức mạnh về quân sự, về kinh tế mà các chúa Bầu cùng nhân dân tạo dựng được ở Tuyên Quang, đã là điều kiện quan trọng để các chúa và con cháu chúa giữ vững miền biên giới phía Tây của đất nước.
Công lao của các chúa Bầu đã được các sử gia hết lời ca ngợi, Lê Quý Đôn viết: " Vũ Văn Uyên là viên tuớng nơi biên giới, giữ trọn vẹn được Tuyên Quang, ... đem nghĩa lớn cương thường thanh minh với thiên hạ, dùng hình thế hiểm trở khống chế miền Thượng du, làm cho ngụy Mạc không thể dốc toàn lực để nhòm ngó miền Nam được, giữ vững phên dậu mặt Tây, truyền cho con cháu đời đời giữ khí tiết bầy tôi, nộp lương cấp lính, giúp vào công nghiệp Trung hưng, so với Trương Thực nhà Tấn, Lý Khắc Dụng nhà Đường, sự nghiệp lại có phần rạng rỡ hơn, cũng có thể gọi là người đại trung vậy". Sử nhà Nguyễn nhận xét, đánh giá cao vai trò của Vũ Văn Uyên và Vũ Văn Mật: "Uy thế nhà Lê nổi là nhờ sức Văn Uyên. Không được bao lâu thì chết em là Văn Mật lên thay. Mật giúp nhà Lê chống nhà Mạc, nhân dân trong cõi được yên, vì có công được phong tước Gia quốc công, cho con cháu được thế tập giữ chức Trấn thủ Tuyên Quang. Năm Gia Long thứ nhất, Mật được liệt vào hàng công thần trung hưng nhà Lê bực thứ nhì".
Tưởng nhớ công lao của Vũ Văn Uyên, Vũ Văn Mật ở vùng Đại Đồng, trấn Tuyên Quang xưa, tỉnh Lào Cai nay, nhân dân đã lập đền thờ gọi là đền Gia Quốc công. Đến thời Nguyễn, vào năm Tự Đức thứ 7, nhà vua đã có sắc phong cho các chúa Bầu, gia tặng là Cường trung tuấn mại chi thân.